# Trượt băng nghệ thuật tại Thế vận hội Mùa đông 2018
Trượt băng nghệ thuật tại Thế vận hội Mùa đông 2018 được tổ chức tại Gangneung Ice Arena ở Gangneung, Hàn Quốc. Năm nội dung diễn ra từ 9 tới 23 tháng 2 năm 2018.

## Vòng loại
Có tổng cộng 148 suất dành cho các vận động viên tham dự đại hội. Mỗi Ủy ban Olympic quốc gia có thể có tối đa 18 vận động viên, tối đa 9 nam hoặc 9 nữ. Có 6 suất bổ sung cho nội dung đồng đội. Mười suất đồng đội nữa (hai ở mỗi phân môn) được trao cho các nước lọt vào nội dung đồng đội nhưng không có suất ở phân môn đó. Có nghĩa sẽ có thể có tới 158 vận động viên tranh tài.

## Lịch thi đấu
Các ngày có lịch thi chung kết được in đậm.
Giờ thi đấu là UTC+9.
| Ngày       | Giờ   | Nội dung                                     |
| ---------- | ----- | -------------------------------------------- |
| 9 tháng 2  | 10:00 | Nội dung đồng đội (nam ngắn)                 |
| 9 tháng 2  | 10:00 | Nội dung đồng đội (đôi ngắn)                 |
| 11 tháng 2 | 10:00 | Nội dung đồng đội (khiêu vũ trên băng ngắn)  |
| 11 tháng 2 | 10:00 | Nội dung đồng đội (nữ ngắn)                  |
| 11 tháng 2 | 10:00 | Nội dung đồng đội (đôi tự do)                |
| 12 tháng 2 | 10:00 | Nội dung đồng đội (nam tự do)                |
| 12 tháng 2 | 10:00 | Nội dung đồng đội (nữ tự do)                 |
| 12 tháng 2 | 10:00 | Nội dung đồng đội (khiêu vũ trên băng tự do) |
| 14 tháng 2 | 10:00 | Trượt băng đôi (ngắn)                        |
| 15 tháng 2 | 10:30 | Trượt băng đôi (tự do)                       |
| 16 tháng 2 | 10:00 | Đơn nam (ngắn)                               |
| 17 tháng 2 | 10:00 | Đơn nam (tự do)                              |
| 19 tháng 2 | 10:00 | Khiêu vũ trên băng (ngắn)                    |
| 20 tháng 2 | 10:00 | Khiêu vũ trên băng (tự do)                   |
| 21 tháng 2 | 10:00 | Đơn nữ (ngắn)                                |
| 23 tháng 2 | 10:00 | Đơn nữ (tự do)                               |
| 25 tháng 2 | 9:30  | Gala biểu diễn                               |

## Huy chương

### Bảng tổng sắp
| Hạng               | Đoàn                               | Vàng | Bạc | Đồng | Tổng số |
| ------------------ | ---------------------------------- | ---- | --- | ---- | ------- |
| 1                  | Canada (CAN)                       | 2    | 0   | 2    | 4       |
| 2                  | Vận động viên Olympic từ Nga (OAR) | 1    | 2   | 0    | 3       |
| 3                  | Nhật Bản (JPN)                     | 1    | 1   | 0    | 2       |
| 4                  | Đức (GER)                          | 1    | 0   | 0    | 1       |
| 5                  | Pháp (FRA)                         | 0    | 1   | 0    | 1       |
| 5                  | Trung Quốc (CHN)                   | 0    | 1   | 0    | 1       |
| 7                  | Hoa Kỳ (USA)                       | 0    | 0   | 2    | 2       |
| 8                  | Tây Ban Nha (ESP)                  | 0    | 0   | 1    | 1       |
| Tổng số (8 đơn vị) | Tổng số (8 đơn vị)                 | 5    | 5   | 5    | 15      |

### Các nội dung
| Nội dung           | Vàng | Vàng      | Bạc | Bạc    | Đồng | Đồng   |
| ------------------ | --- | --------- | --- | ------ | --- | ------ |
| Đơn nam            | Hanyu Yuzuru · Nhật Bản | 317.85    | Uno Shoma · Nhật Bản | 306.90 | Javier Fernández · Tây Ban Nha | 305.24 |
| Đơn nữ             | Alina Zagitova · Vận động viên Olympic từ Nga                                                                                     | 239.57    | Evgenia Medvedeva · Vận động viên Olympic từ Nga | 238.26 | Kaetlyn Osmond · Canada | 231.02 |
| Trượt băng đôi     | Aliona Savchenko / Bruno Massot (GER)                                                                                             | 235.90    | Sui Wenjing / Han Cong (CHN) | 235.47 | Meagan Duhamel / Eric Radford (CAN) | 230.15 |
| Khiêu vũ trên băng | Tessa Virtue / Scott Moir (CAN)                                                                                                   | 206.07 WR | Gabriella Papadakis / Guillaume Cizeron (FRA) | 205.28 | Maia Shibutani / Alex Shibutani (USA) | 192.59 |
| Team               | Canada (CAN) · Patrick Chan · Kaetlyn Osmond* · Gabrielle Daleman** · Meagan Duhamel / Eric Radford · Tessa Virtue / Scott Moir · | 73        | Vận động viên Olympic từ Nga (OAR) · Mikhail Kolyada · Evgenia Medvedeva* · Alina Zagitova** · Evgenia Tarasova / Vladimir Morozov* · Natalia Zabiiako / Alexander Enbert** · Ekaterina Bobrova / Dmitri Soloviev | 66     | Hoa Kỳ (USA) · Nathan Chen* · Adam Rippon** · Bradie Tennell* · Mirai Nagasu** · Alexa Scimeca Knierim / Chris Knierim · Maia Shibutani / Alex Shibutani | 62     |

*  Vận động viên chỉ thi đấu phần thi/khiêu vũ ngắn.

**  Vận động viên chỉ thi đấu phần thi/khiêu vũ tự do.

## Thí sinh
Các quốc gia thông báo các thí sinh từ năm 2017. Liên đoàn trượt băng quốc tế công bố danh sách hoàn chỉnh vào ngày 30 tháng 1 năm 2018.
| Quốc gia                     | Nam                                  | Nữ                                              | Đôi | Khiêu vũ trên băng                                                                           |
| ---------------------------- | ------------------------------------ | ----------------------------------------------- | --- | -------------------------------------------------------------------------------------------- |
| Úc                           | Brendan Kerry                        | Kailani Craine                                  | Ekaterina Alexandrovskaya / Harley Windsor                                                                  |                                                                                              |
| Áo                           |                                      |                                                 | Miriam Ziegler / Severin Kiefer                                                                             |                                                                                              |
| Bỉ                           | Jorik Hendrickx                      | Loena Hendrickx                                 | |                                                                                              |
| Brasil                       |                                      | Isadora Williams                                | |                                                                                              |
| Canada                       | Patrick Chan Keegan Messing          | Larkyn Austman Gabrielle Daleman Kaetlyn Osmond | Megan Duhamel / Eric Radford Kirsten Moore-Towers / Michael Marinaro Julianne Séguin / Charlie Bilodeau     | Piper Gilles / Paul Poirier Tessa Virtue / Scott Moir Kaitlyn Weaver / Andrew Poje           |
| Trung Quốc                   | Jin Boyang Yan Han                   | Li Xiangning                                    | Peng Cheng / Jin Yang Sui Wenjing / Han Cong Yu Xiaoyu / Zhang Hao                                          | Wang Shiyue / Liu Xinyu                                                                      |
| Cộng hòa Séc                 | Michal Březina                       |                                                 | Anna Dušková / Martin Bidař                                                                                 | Cortney Mansour / Michal Češka                                                               |
| Phần Lan                     |                                      | Emmi Peltonen                                   | |                                                                                              |
| Pháp                         | Chafik Besseghier                    | Maé-Bérénice Méité                              | Vanessa James / Morgan Ciprès                                                                               | Gabriella Papadakis / Guillaume Cizeron Marie-Jade Lauriault / Romain Le Gac                 |
| Gruzia                       | Moris Kvitelashvili                  |                                                 | |                                                                                              |
| Đức                          | Paul Fentz                           | Nicole Schott                                   | Annika Hocke / Ruben Blommaert Aliona Savchenko / Bruno Massot                                              | Kavita Lorenz / Joti Polizoakis                                                              |
| Anh Quốc                     |                                      |                                                 | | Penny Coomes / Nicholas Buckland                                                             |
| Hungary                      |                                      | Ivett Tóth                                      | |                                                                                              |
| Israel                       | Oleksii Bychenko Daniel Samohin      | Aimee Buchanan (chỉ nội dung đồng đội)          | Paige Conners / Evgeni Krasnopolski                                                                         | Adel Tankova / Ronald Zilberberg                                                             |
| Ý                            | Matteo Rizzo                         | Carolina Kostner Giada Russo                    | Nicole Della Monica / Matteo Guarise Valentina Marchei / Ondrej Hotarek                                     | Anna Cappellini / Luca Lanotte Charlene Guignard / Marco Fabbri                              |
| Nhật Bản                     | Hanyu Yuzuru Keiji Tanaka Uno Shoma  | Satoko Miyahara Kaori Sakamoto                  | Miu Suzaki / Ryuichi Kihara                                                                                 | Kana Muramoto / Chris Reed                                                                   |
| Kazakhstan                   | Denis Ten                            | Aiza Mambekova Elizabet Tursynbayeva            | |                                                                                              |
| Latvia                       | Deniss Vasiļjevs                     | Diāna Ņikitina                                  | |                                                                                              |
| Malaysia                     | Julian Yee                           |                                                 | |                                                                                              |
| CHDCND Triều Tiên            |                                      |                                                 | Ryom Tae-ok / Kim Ju-sik                                                                                    |                                                                                              |
| Vận động viên Olympic từ Nga | Mikhail Kolyada Dmitri Aliev         | Alina Zagitova Evgenia Medvedeva Maria Sotskova | Kristina Astakhova / Alexei Rogonov Evgenia Tarasova / Vladimir Morozov Natalia Zabiiako / Alexander Enbert | Ekaterina Bobrova / Dmitri Soloviev Tiffany Zahorski / Jonathan Guerreiro                    |
| Philippines                  | Michael Christian Martinez           |                                                 | |                                                                                              |
| Ba Lan                       |                                      |                                                 | | Natalia Kaliszek / Maksym Spodyriev                                                          |
| Slovakia                     |                                      | Nicole Rajičová                                 | | Lucie Myslivečková / Lukáš Csölley                                                           |
| Hàn Quốc                     | Cha Jun-hwan                         | Choi Da-bin Kim Ha-nul                          | Kim Kyu-eun / Alex Kangchan Kam                                                                             | Yura Min / Alexander Gamelin                                                                 |
| Tây Ban Nha                  | Javier Fernández Felipe Montoya      |                                                 | | Sara Hurtado / Kirill Khaliavin                                                              |
| Thụy Điển                    |                                      | Anita Östlund                                   | |                                                                                              |
| Thụy Sĩ                      |                                      | Alexia Paganini                                 | |                                                                                              |
| Thổ Nhĩ Kỳ                   |                                      |                                                 | | Alisa Agafonova / Alper Uçar                                                                 |
| Ukraina                      | Yaroslav Paniot                      | Anna Khnychenkova                               | | Oleksandra Nazarova / Maxim Nikitin                                                          |
| Hoa Kỳ                       | Nathan Chen Adam Rippon Vincent Zhou | Karen Chen Mirai Nagasu Bradie Tennell          | Alexa Scimeca Knierim / Chris Knierim                                                                       | Madison Chock / Evan Bates Madison Hubbell / Zachary Donohue Maia Shibutani / Alex Shibutani |
| Uzbekistan                   | Misha Ge                             |                                                 | |                                                                                              |

- Isabella Tobias và Ilia Tkachenko, những người giành vé dự nội dung khiêu vũ trên băng cho Israel, được thay bằng Tankova và Zilberberg do đơn xin nhập quốc tịch Israel của Tkachenko bị từ chối.[30]
- Alexander Majorov không thể đạt mức thành tích theo yêu cầu của Ủy ban Olympic Thụy Điển; do đó, Thụy Điển quyết định bỏ suất của anh.[51]
- Ksenia Stolbova và Ivan Bukin không được Ủy ban Olympic Quốc tế mời tham dự Thế vận hội Mùa đông 2018.[52][53]
- Ủy ban Olympic Cộng hòa Dân chủ Nhân dân Triều Tiên chậm trễ trong việc nộp giấy tờ và do đó mất suất đôi của Ryom Tae-ok và Kim Ju-sik. Ủy ban Olympic Quốc tế sau đó trao cho Triều Tiên suất đặc cách sau đàm phán giữa Triều Tiên và Hàn Quốc.[54]

## Kỷ lục và những thành tích lần đầu
Dưới đây là các kỷ lục về điểm số được ISU ghi nhận trong kỳ đại hội này.
| Nội dung           | Ngày       | Phần thi          | Vận động viên                           | Quốc gia                     | Điểm   | Nguồn  |
| ------------------ | ---------- | ----------------- | --------------------------------------- | ---------------------------- | ------ | ------ |
| Nội dung đồng đội  | 11 tháng 2 | Ngắn              | Evgenia Medvedeva                       | Vận động viên Olympic từ Nga | 81.06  | [ 55 ] |
| Trượt băng đôi     | 15 tháng 2 | Tự do             | Aliona Savchenko / Bruno Massot         | Đức                          | 159.31 | [ 56 ] |
| Khiêu vũ trên băng | 19 tháng 2 | Khiêu vũ ngắn     | Tessa Virtue / Scott Moir               | Canada                       | 83.67  | [ 57 ] |
| Khiêu vũ trên băng | 20 tháng 2 | Khiêu vũ tự do    | Gabriella Papadakis / Guillaume Cizeron | Pháp                         | 123.35 | [ 58 ] |
| Khiêu vũ trên băng | 20 tháng 2 | Tổng điểm kết hợp | Gabriella Papadakis / Guillaume Cizeron | Pháp                         | 205.28 | [ 59 ] |
| Khiêu vũ trên băng | 20 tháng 2 | Tổng điểm kết hợp | Tessa Virtue / Scott Moir               | Canada                       | 206.07 | [ 58 ] |
| Đơn nữ             | 21 tháng 2 | Ngắn              | Evgenia Medvedeva                       | Vận động viên Olympic từ Nga | 81.61  |        |
| Đơn nữ             | 21 tháng 2 | Ngắn              | Alina Zagitova                          | Vận động viên Olympic từ Nga | 82.92  |        |

## Quốc gia tham dự
153 vận động viên từ 32 nước dự kiến tham dự (số vận động viên ở trong ngoặc). Malaysia lần đầu tham dự môn này.
| - Úc (4) - Áo (2) - Bỉ (2) - Brasil (1) - Canada (17) - Trung Quốc (11) - Cộng hòa Séc (5) - Phần Lan (1) - Pháp (8) - Gruzia (1) - Đức (8) | - Anh Quốc (2) - Hungary (1) - Israel (7) - Ý (11) - Nhật Bản (9) - Kazakhstan (3) - Latvia (2) - Malaysia (1) - CHDCND Triều Tiên (2) - Vận động viên Olympic từ Nga (15) - Philippines (1) | - Ba Lan (2) - Slovakia (3) - Hàn Quốc (7) - Tây Ban Nha (4) - Thụy Điển (1) - Thụy Sĩ (1) - Thổ Nhĩ Kỳ (2) - Ukraina (4) - Hoa Kỳ (14) - Uzbekistan (1) |